# بريجيت أسكوناس
بريجيت أسكوناس (بالإنجليزية: Brigitte Askonas)‏ (من مواليد 9 يناير 2013 1 أبريل 1923) كانت مُختصة في علم المناعة. تم انتخبها كزميلة للجمعية الملكية في عام 1973، وكانت أستاذة زائرة في كلية لندن الإمبراطورية في عام 1995.